# Mandolina
Mandolina er det sjette og sidste solo studiealbum af den danske musiker Lars Muhl, der blev udgivet i 1997 på CMC. Albummet er indspillet og produceret i samarbejde med Poul Halberg, Jan Sivertsen og Kasper Winding. Derudover medvirker blandt andre Per Chr. Frost (Gnags) og Nils Torp (Souvenirs) samt Lis Sørensen på duetten "Every Step You Take".

## Modtagelse
Jan Opstrup Poulsen fra Gaffa tildelte Mandolina fire ud af seks stjerner og beskrev albummet som et "lidt atypisk" Lars Muhl-album, fordi Muhl "denne gang fastholder den kølige elegance hele vejen igennem, og holder igen på de mere rytmisk orienterede sange". Poulsen mente at albummet er en "stor stemningsskaber" med "filmiske lydbilleder", hvor den "sprøde lyd smyger sig elegant om klynkekongens tidsløse croon". Poulsen efterlyste samtidig lidt mere "konfrontation", som på 1994-udspillet Kingdom Come, hvilket ville have skabt mere liv i Mandolinas "lidt for stationære skønmaleri".

## Spor
Alle sange skrevet og komponeret af Lars Muhl, undtagen hvor noteret. 
| #   | Titel                                        | Tekst                 | Musik           | Længde |
| --- | -------------------------------------------- | --------------------- | --------------- | ------ |
| 1.  | "Cha Cha Cha Ramona"                         |                       |                 | 4:33   |
| 2.  | "Sing Me a Song"                             | Brian Patterson, Muhl |                 | 3:56   |
| 3.  | "Oasis"                                      | Patterson             |                 | 3:16   |
| 4.  | "There's a Dog Somewhere That Howls Tonight" | Patterson, Muhl       |                 | 3:23   |
| 5.  | "Shoot the Moon"                             |                       |                 | 2:51   |
| 6.  | "Mandolina"                                  |                       |                 | 3:49   |
| 7.  | "Cool Cool Cool"                             |                       |                 | 2:36   |
| 8.  | "Wonderful"                                  |                       |                 | 3:49   |
| 9.  | "The Coolest Dance in the World"             | Patterson, Muhl       |                 | 3:13   |
| 10. | "The Answer"                                 |                       |                 | 3:55   |
| 11. | "Every Step You Take"                        |                       |                 | 3:02   |
| 12. | "My Funny Valentine"                         | Lorenz Hart           | Richard Rodgers | 2:37   |
| 13. | "Gelsomina"                                  |                       |                 | 3:20   |

## Medvirkende

### Musikere
- Lars Muhl – vokal, klaver, Casio, synthesizer, vibrafon, strygerarrangement, bas (spor 7, 9)
- Poul Halberg – akustisk og elektrisk guitar
- Jan Sivertsen – trommer, percussion
- Per Chr. Frost – bass, akustisk guitar (spor 10)
- Lis Sørensen  – kor (spor 2, 4, 9), vokal (spor 11)
- Kasper Winding – programmering (spor 2, 5), alle instrumenter (spor 11)
- Nils Torp – harmonika (spor 9)
- Thomas Menzer – bækken (spor 8)
- Sus Steensig – kor (spor 7)

### Produktion
- Lars Muhl – producer, arrangement (undtagen spor 2, 11), artwork
- Poul Halberg – producer, arrangement (undtagen spor 2, 11)
- Jan Sivertsen – producer, arrangement (undtagen spor 2, 11)
- Kasper Winding – producer (spor 2, 11)
- Søren Fabian – lydtekniker
- Jørgen Sørensen – lydtekniker (spor 8)
- Tom R. Andersen – lydmiksning
- Peter Juul Kristensen – lydmiksningsassistent
- Peter Iversen – mastering
- Jan Jul – fotograf
- Michael Rix – artwork